# Ptinus barberi
Ptinus barberi is een keversoort uit de familie klopkevers (Ptinidae). De wetenschappelijke naam van de soort werd in 1919 gepubliceerd door Fisher.